# Sachrang (Film)
Sachrang (Alternativtitel: Sachrang – Eine Chronik aus den Bergen) ist ein deutscher Fernsehfilm in drei Teilen aus dem Jahr 1978. Er basiert auf dem Roman Der Müllner-Peter von Sachrang von Carl Oskar Renner.

## Handlung
Der Film erzählt die Geschichte des historisch belegten Müllersohns Peter Huber (1766–1843) aus Sachrang in der Zeit der Napoleonischen Kriege von 1792 bis 1815.
Als fünftes von sieben Kindern sollte Peter zunächst Pfarrer werden. Allerdings brach er das Studium ab, um die väterliche Getreidemühle zu übernehmen. Er kehrt als Außenseiter in sein Heimatdorf zurück und gerät ins Visier der willkürlichen Obrigkeit.
Das grenznahe Sachrang – nur etwa einen Kilometer von Tirol entfernt – wurde versehentlich von französischen Truppen angegriffen, die sich auf österreichischem Gebiet befindlich glaubten. Auch die Mühle des Müllnerpeters war Ziel der Übergriffe. Als die napoleonischen Kriege zu Ende gehen, herrscht im ganzen Land eine Hungersnot. Nicht einmal genügend Korn zum Säen ist den Bauern geblieben. Peter Huber, der sich im Ort mit aller Kraft für Gerechtigkeit und Fortschritt einsetzt, wird 1810 zum Amtsvorsteher von Sachrang. Dieses Amt erlaubt ihm, seine Vorstellungen in der Gemeinde zu realisieren und die Bevölkerung durch die Hungersnot zu führen. Das private Scheitern seiner Ehe und die Liebe zu einer anderen Frau führen Huber einige Jahre nach Italien.
1814 kehrt er nach Sachrang zurück und setzt sein gewohntes Leben fort.

## Hintergrund
Extra für den Film wurden die bis dahin sichtbaren Stromleitungen unterirdisch verlegt. Einige asphaltierte Straßen wurden mit Schotter und Kies verdeckt und die zahlreichen Fernsehantennen abgebaut. Hunderte Bewohner Sachrangs, auch viele Kinder, spielten als Komparsen in dem Film mit.
Die Abendschau des Bayerischen Fernsehens zeigte 2004 einen Beitrag von Brigitte Kornberger über die damaligen Dreharbeiten und die Auswirkungen für den Ort der mit 3,5 Millionen DM bis dahin teuersten Eigenproduktion des Bayerischen Rundfunks.
Die Kostüme sind von Ursula Welter.

## Kritik
Der Filmdienst schrieb: „Die Lebensgeschichte des Peter Huber, der als Müllner Peter in die Geschichte des Chiemgau einging. Der Film stellt einen der Heimat verwurzelten Menschen vor, der eigentlich Pfarrer werden sollte, sein Studium abbrach und in sein Dorf Sachrang zurückkehrte. Er wurde Müller und Chorleiter, komponierte eigene Werke, betätigte sich als Mediziner und richtete eine Apotheke ein. Trotz seiner Leutseligkeit blieb er ein weitgehend unverstandener Außenseiter, wozu auch seine Ehe mit Maria Hell, genannt Marei, beitrug, die wie er seiner Zeit weit voraus und eine Seelenverwandte war. Ein umfassender Bilderbogen der Jahre von 1791 bis 1814, der auch damaliges Zeitgeschehen (Eroberungskriege Napoleons, Tiroler Befreiungsbewegung um Andreas Hofer) einbezieht.“